# Lőkösházi autóbusz-baleset
A lőkösházi vasúti baleset 1979. december 3-án történt a MÁV kezelésében lévő Szolnok–Békéscsaba–Lőkösháza-vasútvonal Kétegyháza - Lőkösháza állomásai között. Egy BCmot motorvonat sűrű ködben elgázolta a 8. számú Volán Ikarus 66 típusú, Lőkösháza-Elek települések között közlekedő menetrend szerinti autóbuszjáratát. A baleset 11 ember életét követelte, és 31 fő sérült meg.

## A baleset előzményei
A 632-es vonatszámban Békéscsabáról Lőkösháza állomásra közlekedő, ABymot 480 pályaszámú motorkocsiból, és három 24-28-as sorozatú személykocsiból álló motorvonat körülbelül 4 perc késéssel, szabályszerű menesztéssel indult el Kétegyháza állomásról. A 8-as számú Volán vállalat GC 62-68 rendszámú, Ikarus 66-os ("faros") autóbusza Battonya - Gyula járatként, körülbelül 20 perc késéssel közlekedett. A látási viszonyok a sűrű köd miatt igen rosszak voltak.

## A baleset
A balesetet okozó autóbusz Lőkösházáról Elek felé, mintegy 30-35 kilométer/óra sebességgel haladt. A jármű által használt 4444-es közút a 120-as számú Szolnok–Békéscsaba–Lőkösháza-vasútvonalat annak 1078-as számú szelvényében – az egykori Országút megállóhelynél, közigazgatásilag Elekhez tartozó területen –, 63°-os szögben, szintben keresztezi. A keresztezés fénysorompóval volt biztosítva, amely a baleset időpontjában jól működött, az autóbusz vezetője azonban a fénysorompó villogó vörös jelzését figyelmen kívül hagyva a sínekre hajtott. A vonat mintegy 55-60 kilométer/óra sebességgel közeledett az útátjáróhoz, majd az átjáró előtt mintegy 500 méterre elhelyezett "különleges útátjárójelzőtől" mozdonyvezetője folyamatosan "Figyelj!" jelzést adott (sípolt), a vasúti előírásoknak megfelelően. A sűrű ködben csak fékúttávolságon belül, mintegy 50 méterről észlelte az autóbuszt, azonnal gyorsfékezést alkalmazott, de ez már nem segített, a baleset bekövetkezett.

## Halálos áldozatok és sérültek
Az autóbusz utasai közül heten a helyszínen, négyen a kórházba szállítás közben, illetve a kórházban életüket vesztették. Az autóbuszon utazók közül 22, a vonaton 7 fő sérült különböző mértékben.

## A baleset műszaki következményei
A baleset során az ABymot 480 pályaszámú motorkocsi kisiklott és az oldalára dőlt, a közvetlenül utána besorozott 50 55 24-28 305-6 pályaszámú személykocsi szintén mindkét tengelyével siklott és súlyosan sérült. A két súlyosan sérült vasúti járművet nem állították helyre, hanem 1980 folyamán selejtezték. Kisebb mértékben rongálódott a vonat harmadik (24-28 475), és a negyedik (24-28 335) kocsija. Az autóbusz szintén súlyosan sérült, bal hátsó része gyakorlatilag megsemmisült, még 1979 decemberében selejtezték.

## A baleset büntetőjogi következményei
A balesetben érintett autóbusz vezetőjét – aki az utólagos pszichológiai tesztek alapján járművezetésre alkalmatlan volt – a bíróság 8 év szabadságvesztésre és a járművezetéstől való örökös eltiltásra ítélte.